# Coelogyne triplicatula
Coelogyne triplicatula är en orkidéart som beskrevs av Heinrich Gustav Reichenbach.
Coelogyne triplicatula ingår i släktet Coelogyne, och familjen orkidéer. Artens utbredningsområde är Burma. Inga underarter finns listade i Catalogue of Life.

## Bildgalleri

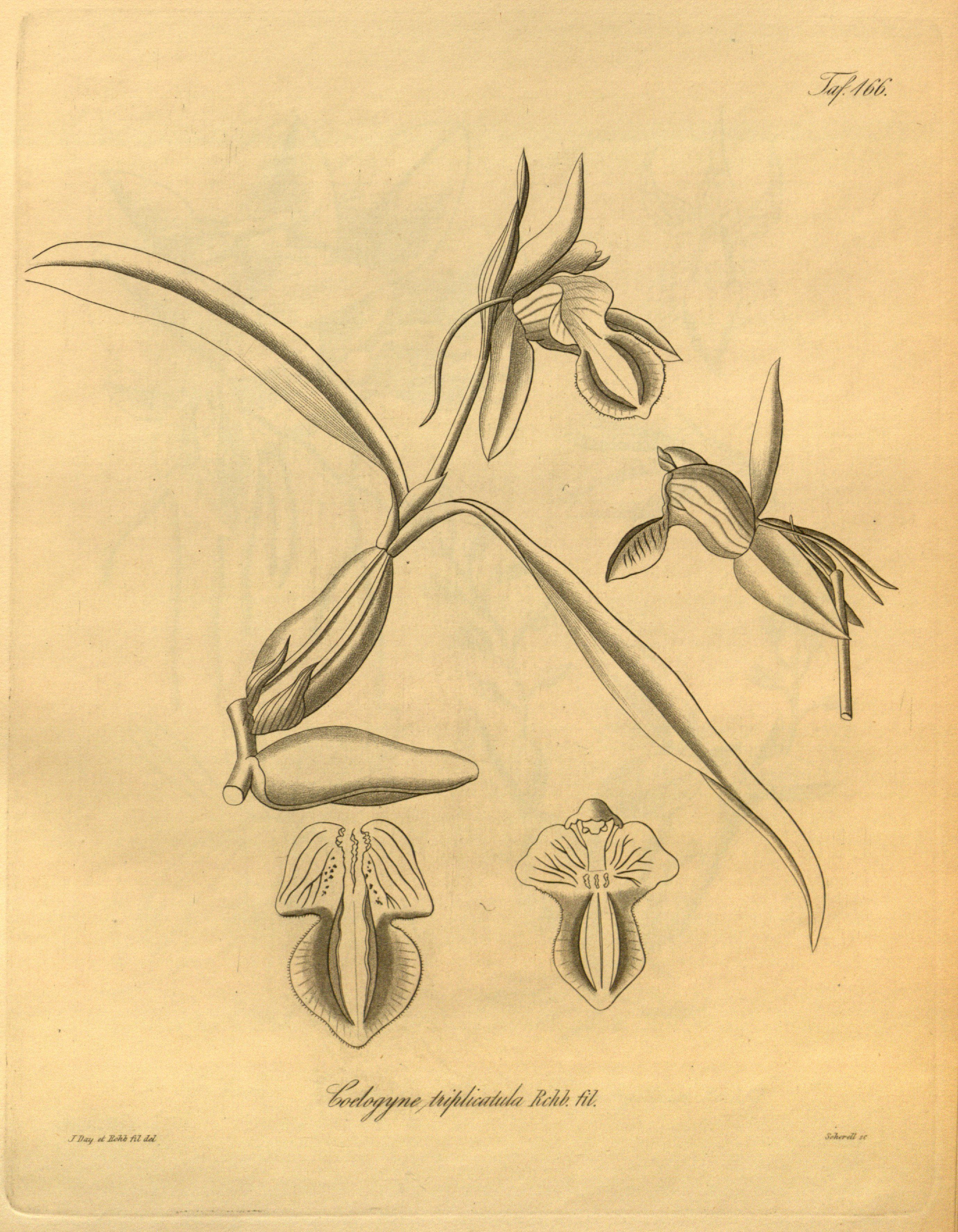